# Хидроелектрана Ђердап II
Ђердап II је друга српско-румунска електрана на Дунаву. Саграђена је 1984. године на 863. километру, 80 km низводно од Ђердапа I. На српској страни је снага генератора на прагу 270 MW (10 агрегата по 27 MW и проток од 422 m³/s). Пуштани су у погон 1985, 1986, 1987, 1998. и 2001. године.
Турбине су Каплановог типа и пројектоване за падове од 2,5 до 11 метара. Запремина језера је око 700 милиона m³. Просечна годишња производња је око 1500 GWh електричне енергије. Генератори су совјетске производње ЛМЗ Лењинград.

## Историја
Објекат је грађен у две фазе. У првој фази су изграђене две електране са по осам агрегата и преливна брана. У другој фази је изграђена српска бродска преводница и додатна електрана.
Главни објекат је дужине 1.017 метара, широк 78,4 метара, а висина 53,45 метара. За потребе хидроелектране је ископано 13.500.000 m³ земље.
У редовну експлоатацију електрана је ушла 12. априла 1985. године синхронизацијом
агрегата А3.
Због правила да међудржавна граница мора да иде матицом реке, након што је електрана завршена, посебним међудржавним уговором, граница је померена у корист Румуније. Са старе трасе она је скренута неколико километара испред објекта и усмерена на место између осмог агрегата на српској електрани и осмог агрегата румунске електране. Приликом градње прве Ђердапа I, граница је такође померена, али у корист српске стране.
За Ђердап II је 2017. предвиђена модернизација и ревитализација сваког агрегата са 27, на 32 MW у наредних 10 година, по један агрегат годишње, како би се добило укупно нових 50 МW за производњу електричне енергије.

## Галерија
- Радови на брани
- Преливна поља